# Mojkovac (kommunhuvudort)
Mojkovac (serbiska: Мојковац) är en kommunhuvudort i Montenegro.   Den ligger i kommunen Mojkovac, i den centrala delen av landet. Mojkovac ligger 826 meter över havet och antalet invånare är 8.622
Terrängen runt Mojkovac är bergig åt sydost, men åt nordväst är den kuperad. Mojkovac ligger nere i en dal. Omgivningarna runt Mojkovac är en mosaik av jordbruksmark och naturlig växtlighet.